# 清西陵
39°21′50″N 115°20′48″E / 39.36389°N 115.34670°E
清西陵（转写：wargi ergi munggan）位于河北省保定市易县西陵镇，是清朝的三大皇家陵园之一。该陵园筹建于雍正七年（1729年），至1924年瑾妃入葬正式修建完毕，陵区共葬有4位皇帝、9位皇后，以及多名妃嫔、亲王和公主。清西陵在清朝存续期间一直都有专门的机构主持祭祀和日常维护，也有专门的部队对陵寝及其周边进行护卫。清朝灭亡后，清西陵的保护机构已经无力守卫整座陵园，这导致在1954年清西陵文物保管所成立之前，清西陵屡遭盗掘。中华人民共和国成立之后，清西陵得到妥善保护。1980年，崇陵地宫在清理完毕后对外开放。2000年，清西陵被列为世界遗产。

## 历史
清兵入关后，前两任皇帝順治帝和康熙帝均选择在马兰峪附近建陵，是为清东陵。原本雍正帝也决定在清东陵建陵，但在雍正七年（1729年）时，雍正帝下诏，以“原选定陵址中砂石太多”为由放弃了在马兰峪建陵的计划，改为选择在位于保定易县的永宁山太平峪建陵，是为清西陵。这一做法打破了以前康熙帝采用的“子随父葬、祖辈衍继”的制度:96，对此乾隆帝下诏，制定了兆葬之制来取代原有的墓葬制度，在这一制度下，如果父辈葬于清东陵，则子辈须葬于清西陵；若父辈葬于清西陵，则子辈须葬于清东陵。为了方便陵寝管理，雍正十一年（1733年），山西大同府蔚州的18个村庄被拨入易州管辖，易州也被升格为直隶州:15。
此后乾隆帝和嘉慶帝均遵守了兆葬之制。道光八年（1828年）九月，道光帝前往清东陵查看自己的陵址，发现陵址内的地宫出现了多处渗水。清宣宗随即派人对陵址进行调查，在对事件进行查办后废弃了这处陵址，改在清西陵重新选址建造:166。道光帝的做法直接破坏了兆葬之制，这使得他的儿子咸豐帝只得在清东陵建造陵寝，也就是后来的清定陵，并且清定陵的建造材料也大多使用了道光帝废陵所用的原料:153，原本应葬于清西陵的同治帝也因为遵循兆葬之制而葬于清东陵。光绪三十四年（1908年），光緒帝去世，包括选定陵址在内的诸多安葬事宜全部在光緒帝去世之后才开始进行。直至1914年清德宗才正式葬于清西陵当中的清崇陵。而由于清代最后一任皇帝溥仪名义上是继嗣清穆宗、兼祧清德宗而即位的，故其陵寝最终也选择在清西陵动土。该陵寝于宣统二年（1910年）开始修建，并按照先地下后地上的顺序完成了地宫开凿殿基和明楼宝城的修造，但随着辛亥革命的爆发，该陵寝的建造最终不了了之:222。
在清朝存续期间，清政府在清西陵设置了东府和西府两处护陵机构，而事务机构设有内务府总管衙门和兵部衙门，两座衙门的最高官员均为总管大臣兼总兵:246。在陵区外围，清政府在陵区外每隔3里立一根红桩，共计587根，后在每根红桩外40步的位置立一根白桩，每根白桩外40步立一根青桩。红桩内侧的陵区外建有风水围墙，为陵区的最内侧围墙，全长21公里。风水墙外开辟有6至10米的火道，火道外侧设置红桩，红桩外侧13米左右设置白桩，白桩外10里设置青桩，在青桩外再设置20里的官山。此范围内严禁普通百姓进入，否则会被捉走判刑，最严重者可能就地正法。在清朝存续期间，清西陵周边发生过多起盗伐林木事件，其中人员有周围百姓，也有部分守陵官兵，而最终的处理结果重则处死，轻则发配:195-196。
1900年，义和团运动影响至保定，很多守陵官兵也参与到了部分官办义和团组织当中。同年八国联军当中的英国、法国、意大利和德国的军队以剿灭义和团为名入侵保定，其中法军直接进占清西陵。守陵官兵当中所有参与过义和团的全部事先逃跑，而其余没能逃跑的一部分在路旁跪着迎接法军，也有官员全家自杀殉国。法军在西陵侮辱皇家陵寝及当地人，甚至犯下了烧杀抢掠等其他更为严重的罪行，大量的陵寝财物被掠走，陵寝建筑也遭到严重破坏。数月后法军撤走，被抢走的财物后在清廷交涉下返还了大部分，但仍有4件金器，101件镀金银器，68件银器，242件铜器，3件锡器，29副象牙乌木箸等，没能返还。为了使当年年末的清西陵祭祀仪式正常进行，大量的祭器只得以木质品代替。此外，经过这次破坏后西陵需要修缮的项目在最初统计共计有203项。其中泰陵有28项，泰东陵18项，纯懿皇贵妃园寝13项，昌陵27项，昌西陵16项，和裕贵妃园寝13项，慕陵25项，慕东陵32项，怀亲王园寝4项，端亲王园寝3项，阿哥园寝5项，慧愍固伦公主园寝11项、端顺公主园寝8项。其后在兴修过程中又不断追加项目，最终实际修缮项目有288项，其中包括陵寝当中贴金、镀金的祭器和礼器的缺失，紫檀、楠木雕刻的宝座等物品的损毁，以及窗户、门槛、门栓和天花板的毁坏等。这些损毁在1902年基本都得到了修复。
宣统二年（1910年），崇陵西北的狐仙楼被选为溥仪的陵址，并正式开始动工。辛亥革命爆发后，该工程被迫停止，此后也再没有复工，溥仪因此未能葬入清西陵内。建设陵寝的石料被直接遗弃在了工地现场:273。1912年，宣統退位，中华民国成立，清西陵所有的保护机构大多全部解散，仅根据皇室优待条例保留有护陵大臣。被解散的护陵机构所属人员部分开始融入当地居民，但也有部分人继续守护陵寝。1925年开始，直系军阀所属部队进占清西陵陵区，并将陵区周围的古柏等树木盗伐盗卖，部分陵寝的享堂等地面建筑也遭到拆毁和倒卖:196。1929年，南京国民政府与原清皇室成员共同设立了西陵古迹保管委员会。1937年侵华日军进抵保定，当地伪政权在清西陵一带建立了“护陵警”用以保护清西陵，这在一定程度上使得清西陵没有遭到日军破坏。1938年，清西陵一带被日军和八路军反复争夺，进而造成管理真空，一伙来历不明的军人将清崇陵地宫盗掘一空:197。此外，有8名当地人借此机会在当年将珍妃墓洗劫一空。该盗墓案随即被日军发现，其中2名盗墓贼被日军抓获并斩首，其余6人四下逃散，而被盗走的文物就此下落不明。抗日战争胜利后至1949年之前，清西陵一度处于无人看管状态，大量陵寝被盗，部分陵寝的地宫入口常年处于打开状态，地宫内文物大多下落不明:197。中华人民共和国成立后，1954年，清西陵文物保管所成立，相关的盗墓等破坏现象才得以被遏制:197。

## 陵墓列表

### 帝陵
| 埋葬帝王   | 陵名   | 下葬时间 |
| ---------- | ------ | -------- |
| 清世宗胤禛 | 清泰陵 | 1736年   |
| 清仁宗颙琰 | 清昌陵 | 1821年   |
| 清宣宗旻宁 | 清慕陵 | 1852年   |
| 清德宗载湉 | 清崇陵 | 1914年   |

### 皇后陵墓
| 埋葬皇后   | 所葬陵墓 | 下葬时间   | 备注                                                  |
| ---------- | -------- | ---------- | ----------------------------------------------------- |
| 孝敬宪皇后 | 泰陵     | 1737年     |                                                       |
| 孝圣宪皇后 | 泰东陵   | 1777年     | 其皇太后位为清高宗所尊                                |
| 孝淑睿皇后 | 昌陵     | 1821年:149 |                                                       |
| 孝和睿皇后 | 昌西陵   | 1853年     |                                                       |
| 孝穆成皇后 | 慕陵     | 1852年:171 | 其皇后位为清宣宗追赠                                  |
| 孝慎成皇后 | 慕陵     | 1852年:171 |                                                       |
| 孝全成皇后 | 慕陵     | 1852年:171 |                                                       |
| 孝静成皇后 | 慕东陵   | 1857年     | 陵内同葬1个皇贵妃、3个贵妃、4个妃、4个嫔、4个贵人:173 |
| 孝定景皇后 | 崇陵     | 1915年     | 其皇太后位为溥仪所尊                                  |

## 整体布局
清西陵位于河北省易县境内的永宁山下，西侧为紫荆关，东侧为燕下都，最南端为大雁桥，与狼牙山隔易水河对望，最北端达奇峰岭，陵区最外侧边界达100余公里。陵区外围由大片林木主要建筑均为“样式雷”主持建造，共计有10座主要陵寝，由西至东依次为慕陵、慕东陵、昌西陵、昌陵妃园寝、昌陵、泰陵、泰东陵、泰陵妃园寝、崇陵和崇陵妃园寝，建筑面积50余万平方米，其中泰陵为整个清西陵的建筑中轴线。泰陵的大红门为整座陵区的总大门。此外在昌西陵和慕东陵之间还有一座怀王园寝，而在慕东陵和崇陵之间还有阿哥园寝、公主园寝和端王园寝。:1:188,190:74
陵区内还修建有与清西陵中帝后陵寝相配套的机构建筑，包括东西府、行宫、永福寺、衙署、营房等建筑，这些建筑中的机构主要负责陵区的日常管理和祭祀服务。

## 各陵结构

### 清泰陵

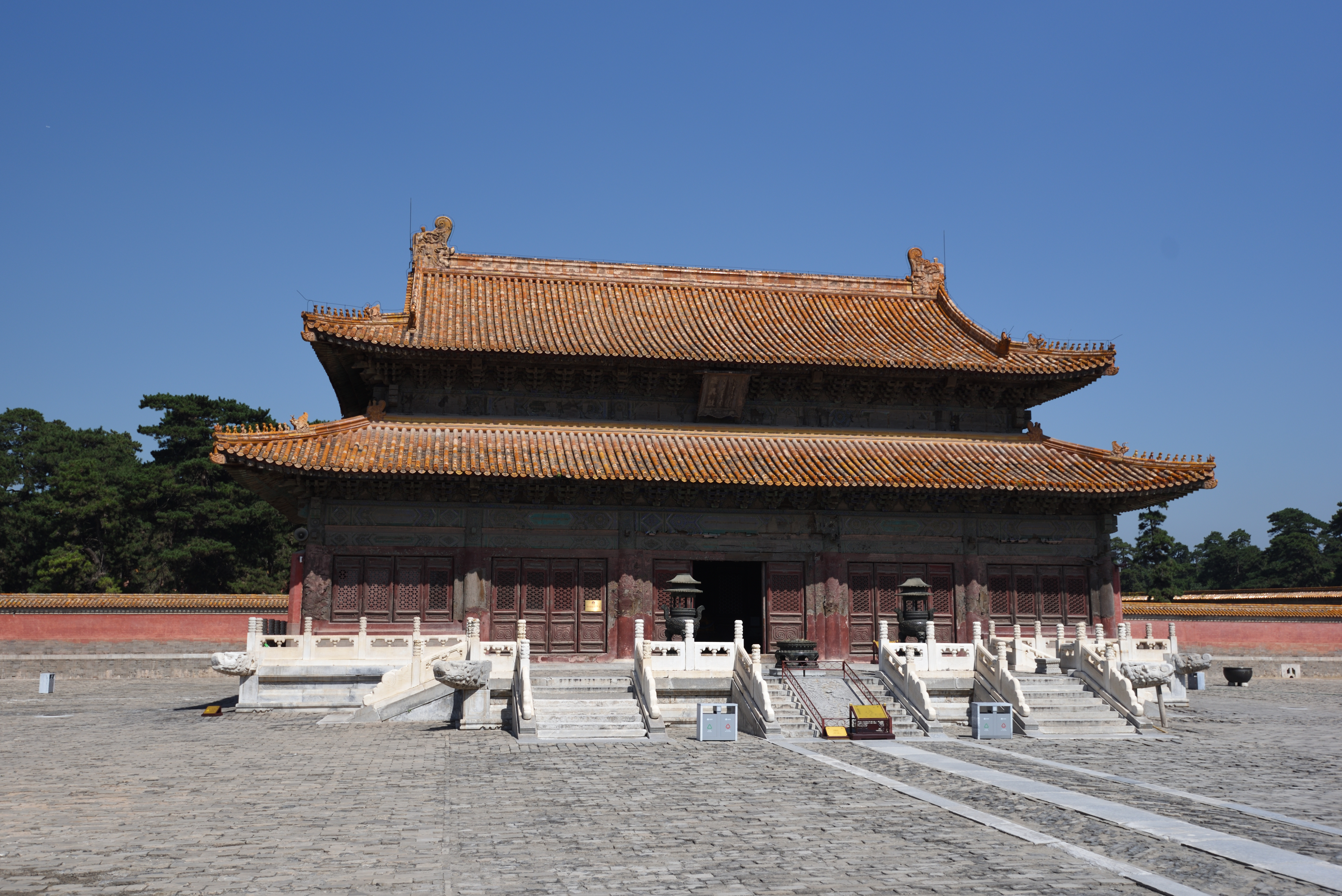
清泰陵享殿

清泰陵是清西陵内兴建最早、规模最大、配套建筑最全的陵寝，于乾隆元年得名。该陵寝筹建于雍正七年（1729年），雍正八年（1730年）选定陵址。雍正十三年（1735年），清世宗去世，乾隆二年（1737年）正式入葬地宫，一同葬入的还有雍正九年（1731年）去世的孝敬宪皇后和雍正三年（1725年）去世的敦肃皇贵妃。
泰陵的最南端为一座火焰牌楼，向北越过一座小山后有一座五孔石拱桥，石桥北侧为砖铺的神道。沿神道向北依次为石牌坊，共三座；石獬豸，共一对；下马碑，两座；大红门；具服殿；石平桥；华表，共四根，东西相对两两成组；圣德神功牌楼；单路七孔石拱桥；石望柱，共一对；石像生，共五对；龙凤门；单路三孔桥；三路三孔桥；神道碑亭；下马碑，共一对；井亭；神厨库，包含一座神厨，两座神库，一座省牲亭；朝房，共两座；班房，共两座；隆恩门；燎炉，共两座；配殿，共两座；隆恩殿，殿内以金砖铺地；三座门；二柱门；石祭台；方城，上方盖有宝顶；月牙城；宝顶，下方为地宫。其所使用的“金砖”均于苏州烧造，长方城砖烧造于山东临清，瓦件则产自北京琉璃厂，青白石料出自房山的大石窝。:97-102

### 泰东陵
泰东陵位于清泰陵东北1.5公里处，墓主人为孝圣宪皇后钮钴禄氏，是清高宗的生母。清世宗去世时，孝圣宪皇后尚健在，按礼无法葬入清泰陵中，只得于乾隆二年（1737年）另立陵墓:117，即泰东陵。乾隆四十二年（1777年）正月，孝圣宪皇后去世，当年四月入葬地宫，泰东陵正式完成建造。
泰东陵是清代后陵当中规模较大的一座，其建筑自南向北依次为：一座三孔石拱桥；三座栏板平桥；两座朝房；两座班房；两座配殿；一对燎炉；一组神厨库；隆恩门；隆恩殿；三座门；石祭台；方城，上方建有明楼；宝顶，下方建有地宫:117。

### 清泰陵妃园寝
泰陵妃园寝位于泰东陵东南1公里处，是清世宗的妃嫔墓葬群。该园寝的建筑自南向北依次为：一座三孔石拱桥；两座朝房；两座班房；两座配殿；隆恩门；隆恩殿；三座门。三座门后即为绿色琉璃瓦盖顶的围墙围成的院落，院落内共有前后三排共计21座砖砌宝顶:117-118。具体埋葬情况由南向北自西向东依次为:530：
- 第一排：宁妃、齐妃、純懿皇貴妃、谦妃[d]、懋嫔；
- 第二排：马常在、那常在、海贵人、安贵人、郭贵人、李贵人、张贵人、李常在、春常在；
- 第三排：张格格、苏格格、常常在、高常在、顾常在、伊格格、张格格。

### 清昌陵

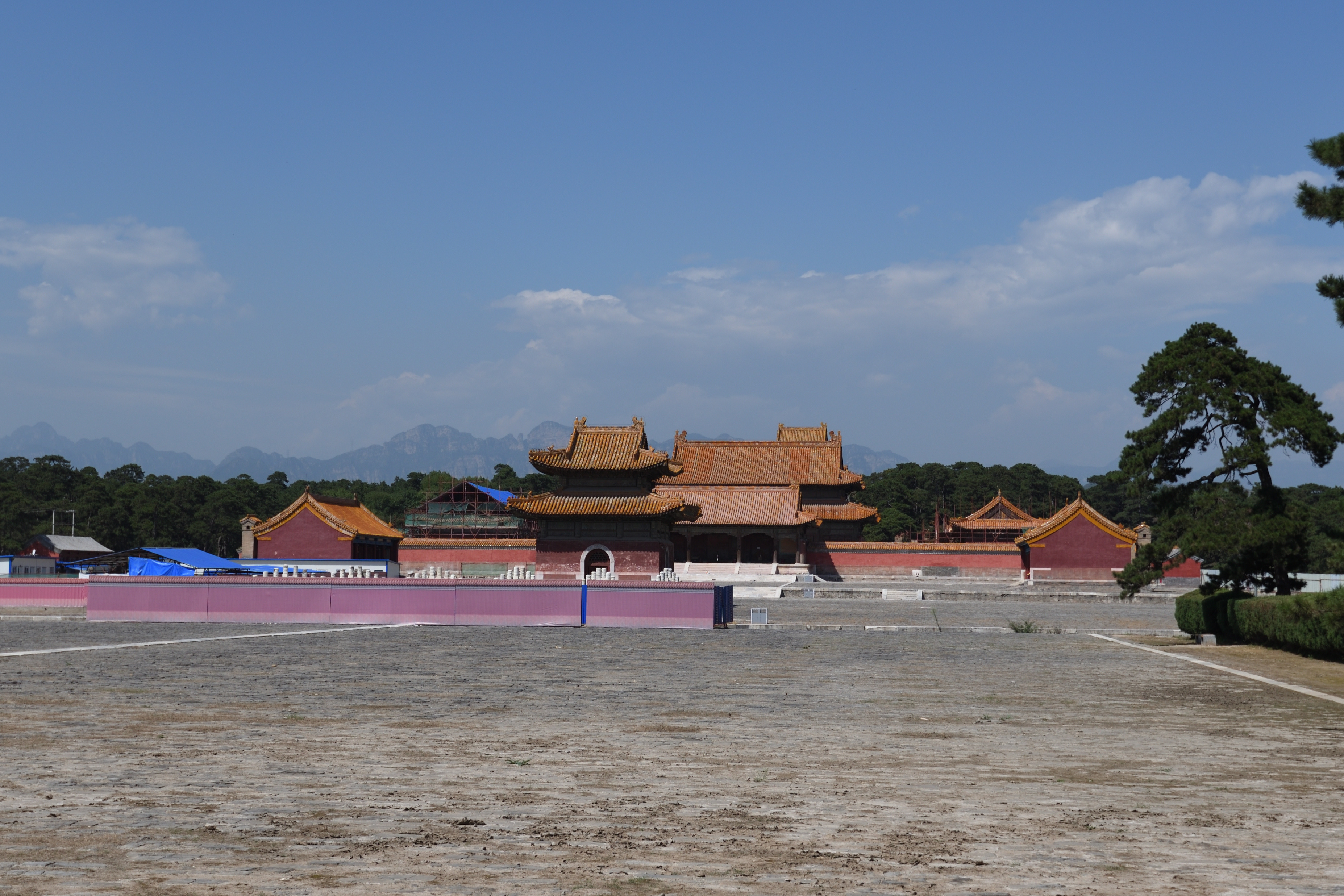
清昌陵外景

清昌陵位于泰陵的西南侧，始建于嘉庆元年（1796年），嘉庆八年（1803年）主体建筑完工:148。嘉庆二十五年（1820年），清仁宗去世，道光元年（1821年）三月正式入葬。而早在嘉庆二年（1797年）去世的孝淑睿皇后也一同葬入昌陵:149。
清昌陵自南向北的建筑依次为：神道、平桥、圣德神功牌楼、华表、五孔石拱桥、石望柱、石像生、龙凤门、单路三孔桥、三路三孔桥、神道碑亭、下马碑、井亭、神厨库、朝房、班房、隆恩门、燎炉、配殿、隆恩殿、三座门、二柱门、石祭台、盖有明楼的方城、宝顶以及下方的地宫。与其他陵寝的隆恩殿不同的是，昌陵的隆恩殿地面用河南的紫花石铺地:146-149。

### 昌西陵

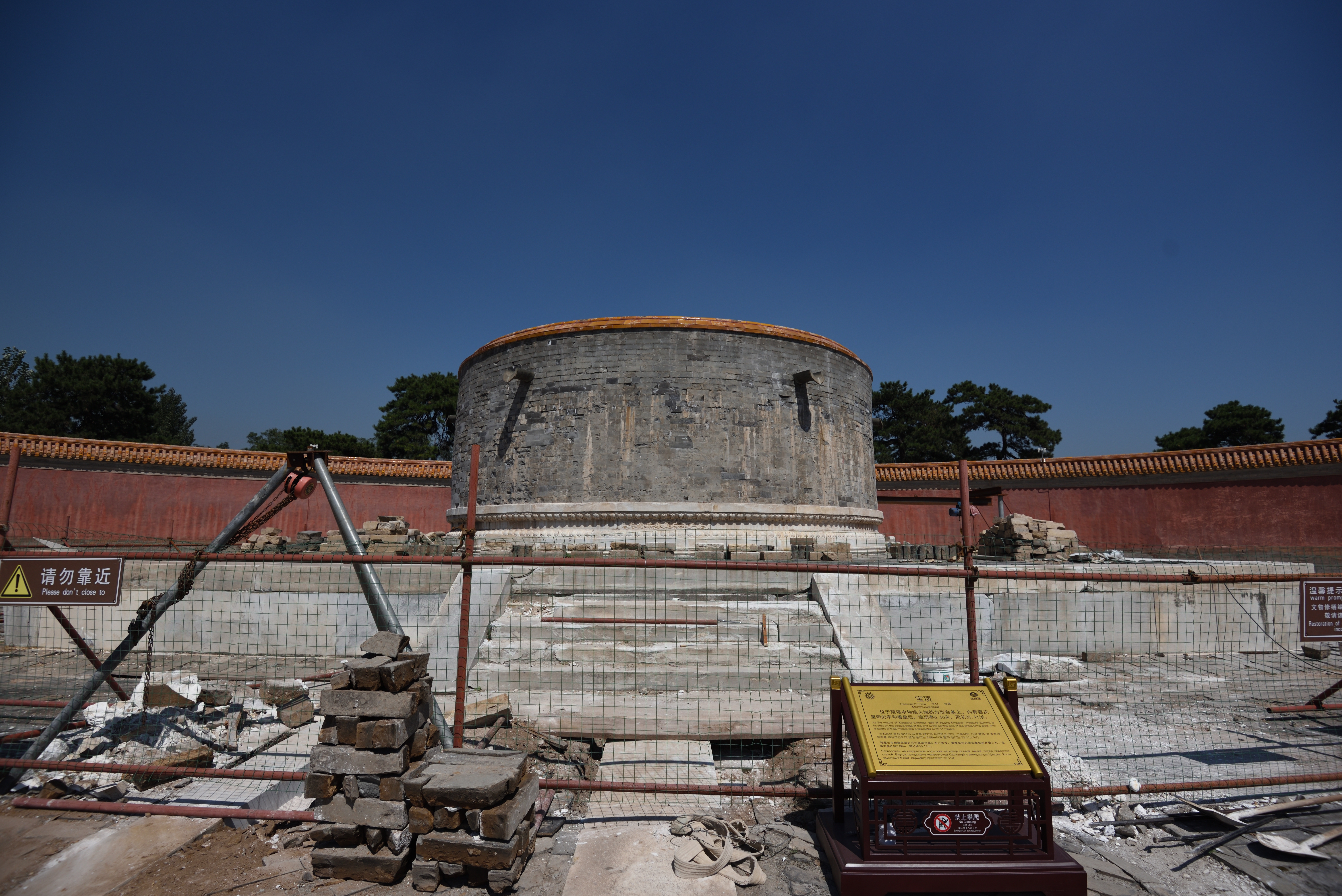
昌西陵宝顶及四周回音壁

昌西陵位于昌陵西侧1.5公里处，墓主人为孝和睿皇后。孝和睿皇后于道光二十九年（1849年）去世，该陵始建于咸丰元年（1851年），咸丰三年（1853年）孝和睿皇后正式下葬，该陵建造完成:150。
该陵相对于其他后陵规模较小，有三孔石拱桥、栏板平桥、朝房、班房、配殿、燎炉、神厨库、隆恩门、隆恩殿、并列的一座栏板平桥和两座平桥、三座门、石祭台、下方建有地宫的宝顶:150。宝顶月台前的神道上的第七块石头是回音石，在此处发出的声响会在地下扩大数倍之后传回地面。宝顶周围建有回音壁，该回音壁呈半圆形，分别站在在围墙两端的人能听到对方传出的声音。

### 清昌陵妃园寝
昌陵妃园寝位于昌陵西南方向、昌西陵东侧，是清仁宗的妃嫔墓葬群。该园寝规模小于泰陵妃园寝，但二者建筑规制相同，且建造时间相同。一座长14.5米的单孔石拱桥；两座朝房；两座班房；两座配殿；寝恩门；享殿，内原有神牌，由左至右依次为庄妃、恕妃、和裕皇贵妃、恭顺皇贵妃、华妃、信妃的牌位；享殿后有一道高1.25米的“八”字形宇墙，正中开有一道豁口。豁口之内即为绿色琉璃瓦盖顶的围墙围成的院落，院落内建有17座宝顶，第一排共两座，第二排共五座，第三排共八座，第四排共两座。但关于该园寝具体墓主人的记载，不同文献存在较大出入，共有12人、17人、18人等说法。其中葬18人的说法出自一张年代不详的陵图，在该陵图中自南而北的四排分别有一座、五座、八座、四座宝顶，埋葬情况依次为：:151-152:535-539
- 第一排：恭顺皇贵妃、和裕皇贵妃[e]；
- 第二排：石券（墓主未知）、华妃、恕妃[f]、庄妃、信妃；
- 第三排：砖券（墓主未知）、恩嫔、荣嫔、逊嫔、简嫔[g]、淳嫔、安嫔[g]、砖券（墓主未知）；
- 第四排：砖池（墓主未知）、玉贵人、芸贵人、砖池（墓主未知）。

### 清慕陵

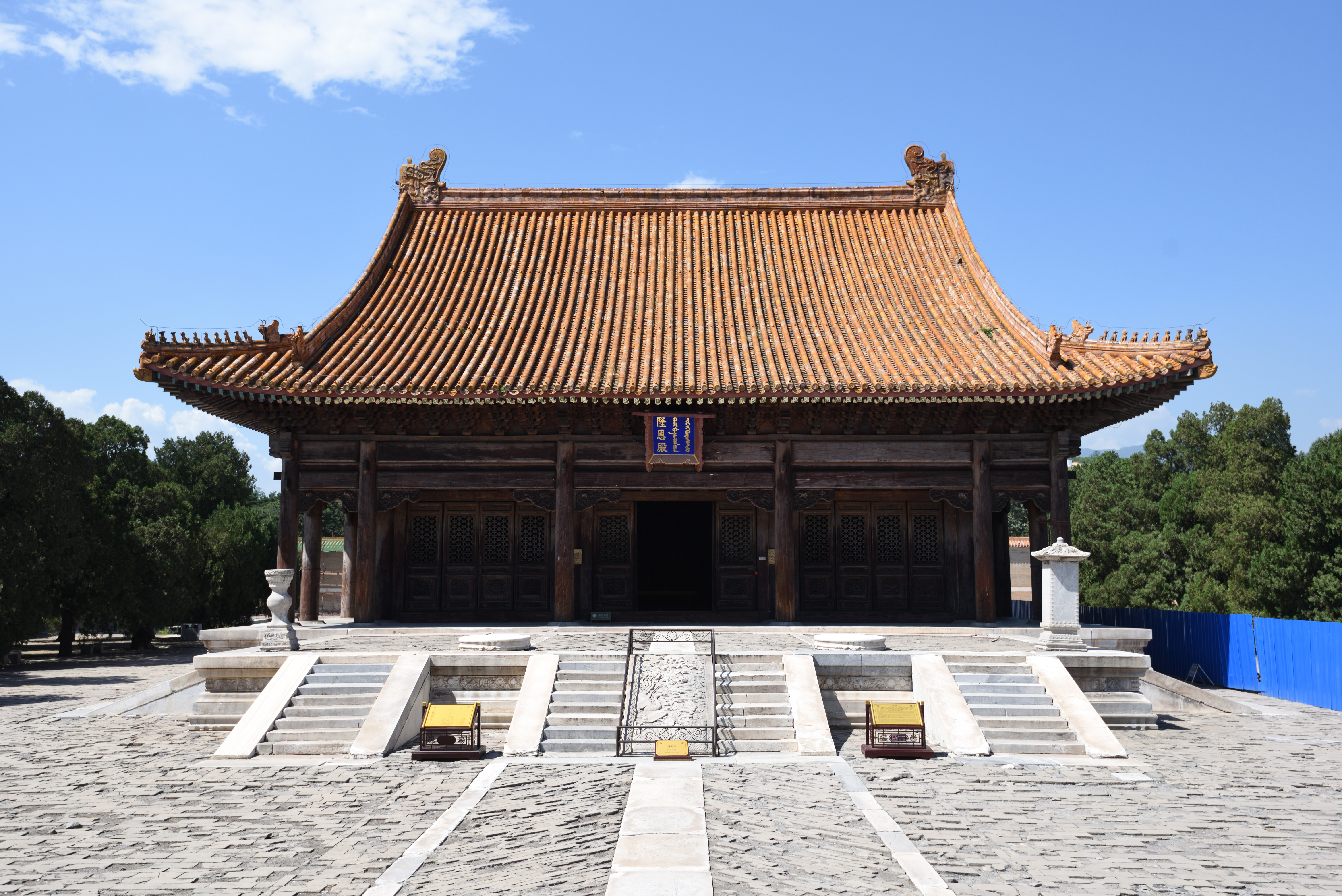
清慕陵楠木隆恩殿

清慕陵位于清西陵陵区的最西侧，是清宣宗的陵寝。自其在清东陵的陵寝弃用之后，道光十二年（1832年）新的陵寝在清西陵陵区开建，道光十六年（1836年）主体建筑完工:167。道光三十年（1850年），清宣宗去世，咸丰二年（1852年）正式入葬慕陵，一同入葬的还有孝穆成皇后、孝慎成皇后和孝全成皇后:171。
由于陵寝曾经在清东陵建造并拆除一次，在清西陵重建时，清慕陵少了圣德神功碑楼、华表、石像生、方城、明楼、二柱门、三座门等建筑，仅余隆恩殿及东西配殿、玉带河及河上的三座石平桥、石牌坊、祭台、下方建有地宫的宝顶。宝顶外围围有龙须沟:167-169。

### 慕东陵
慕东陵位于慕陵东北1公里:172，原为慕陵妃园寝，是清宣宗的第二处妃园寝。咸丰五年，康慈皇贵太妃被清文宗尊封为康慈皇太后，即孝静成皇后，其葬入慕陵妃园寝后，该园寝更名为慕东陵。
慕东陵在还是慕陵妃园寝的咸丰元年（1851年）曾有一次扩建，主要为时为皇貴太妃的孝静成皇后扩建宝城；第二次扩建是在咸丰五年（1856年）孝静成皇后去世之后，将原有的妃园寝扩建成了慕东陵。慕东陵建有一座面阔五间的享堂，内有三座神龛。享堂南侧东西两面各有一间厢房和两座值班房。享堂后建有一座面阔三间的寝宫门，中间一座建有单檐歇山式门楼，门楼下镶嵌一块写有“慕东陵”的长方形汉白玉石。中门后为一座石祭台，石祭台后为砖砌月台，月台后为宝顶，宝顶下为孝静成皇后的地宫，宝顶周围建有弧形围墙至中门两侧。另两扇门后通向慕东陵的后院，后院内围绕着弧形围墙建有十六座宝顶。其中在弧形围墙东侧外有一座规模与孝静成皇后规模相近的宝顶，属于庄顺皇贵妃；其余十五座在弧形围墙北侧，分为三排每排五座。宝顶的具体所属不详，仅知彤贵妃、佳贵妃、成贵妃、和妃、珍妃、常妃、祥妃、恬嫔、顺嫔、恒嫔、豫嫔、平贵人、定贵人、贵人李氏、贵人那氏等人葬于其中。:539-546

### 清崇陵

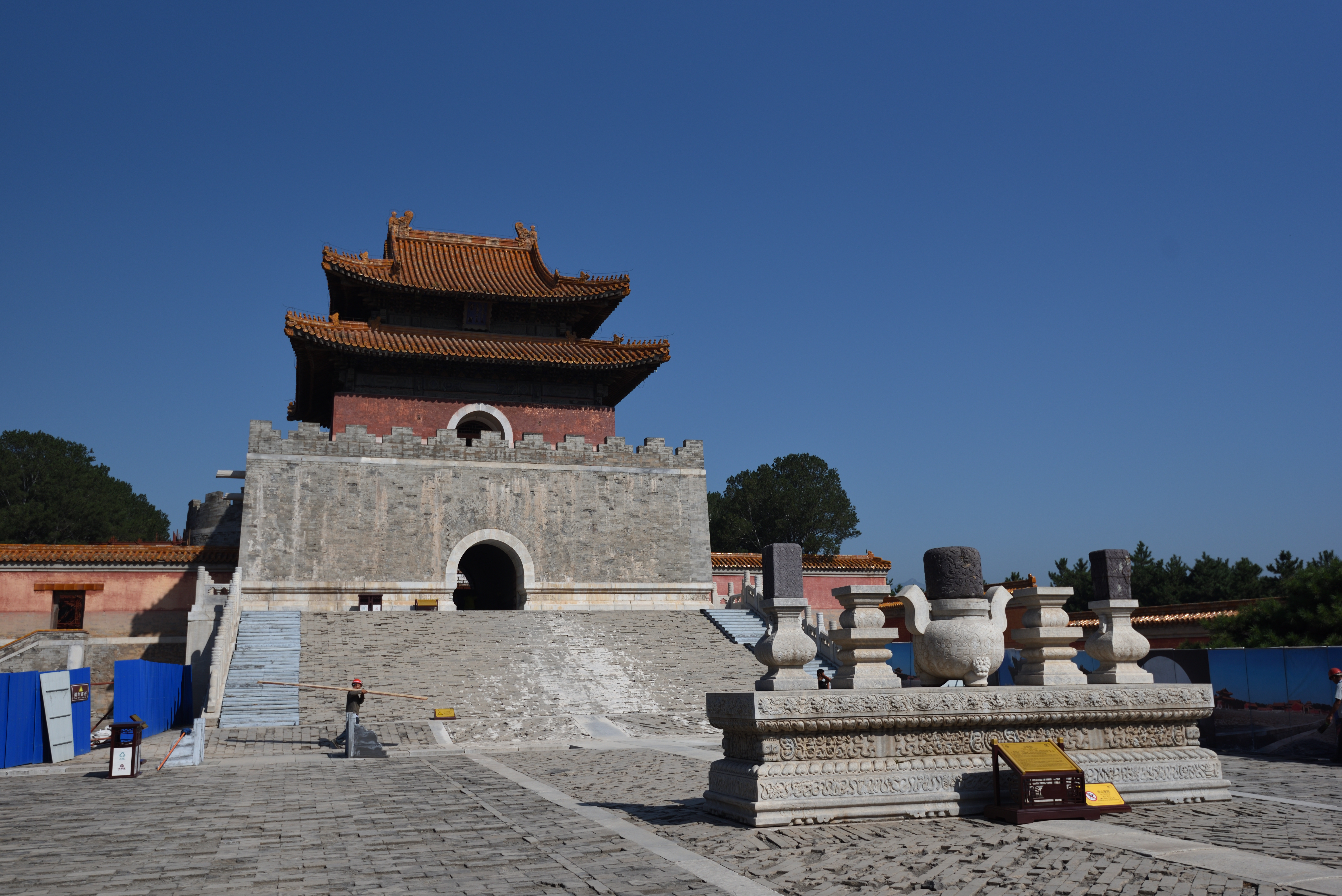
清崇陵宝城

清崇陵是清西陵最东端的皇陵，是清德宗的陵寝。该陵寝在光绪三十四年（1908年）清德宗去世之后才开始选址并修建。中华民国成立之后，1912年至1913年，清崇陵的建造处于停顿状态:193。1913年春天，清崇陵重新开始营建，经费由逊清皇室经费中拨出。1915年，清崇陵竣工:193，与清德宗一同入葬的还有民国二年（1913年）去世的隆裕太后。
清崇陵是清西陵中规模较小的皇陵，也是中国最后一座皇陵。其结构仅由望柱、牌楼门、小碑亭、神厨库、三路五孔桥、朝房、班房、隆恩门、隆恩殿、三座门、二柱门、石五供、方城、明楼、宝城、宝顶、地宫等部分组成。崇陵还有清西陵中最完善的排水系统，如月牙城内的泄水孔，明楼前和三座门前的玉带河，以及宫殿基部的泛水。地宫位于宝顶正下方，墓道方向为北偏东20°，最南端位于明楼门洞内的两孔条石处，全长10.25米。墓道北侧尽头为长条石垒成的金刚墙，石券门顶部用铁锔子扣紧封门石。金刚墙内侧为地宫，拱券式石结构建筑，长64.05米，由隧道券、闪当券、罩门券、明堂券、穿堂券、金券等六个券室组成，除隧道券和闪当券之外，其余每两个券室之间均建有一座两扇对开的石门。盗洞位于墓道南端附近，盗墓贼撬开了每一座石门的东侧一扇。1980年的考古发掘中，考古人员在金券内的棺床上了清德宗和隆裕皇太后的棺椁，其中清德宗椁为楠木质地，椁盖未揭开。棺椁被盗墓者从南侧用锤子和斧头凿开，清德宗遗体疑似因盗墓者扰动而面部向下，脚上的鞋子遗失，身上尚余一件龙纹图案的衣服可以辨认，贴身衣物已经彻底腐烂，发辫散落断成两截。清德宗棺内四周围有5层五色织金梵字陀罗尼缎和8层各色金龙彩缎。隆裕皇太后的椁盖被盗墓贼揭开，棺木内外四周均刷油大红漆，写有黄色梵文。棺盖外侧雕刻有九尊合手瞑目，盘坐在莲花上的佛像，佛像下方雕刻有一只金凤图案。棺木被盗墓者扰动严重，棺内服饰已经全部腐烂，发辫仅余一团杂乱的用红头绳系着的头发。此外，清德宗的棺椁下方的棺床上有一口未被盗墓者发现的金井。:193-200

### 清崇陵妃园寝

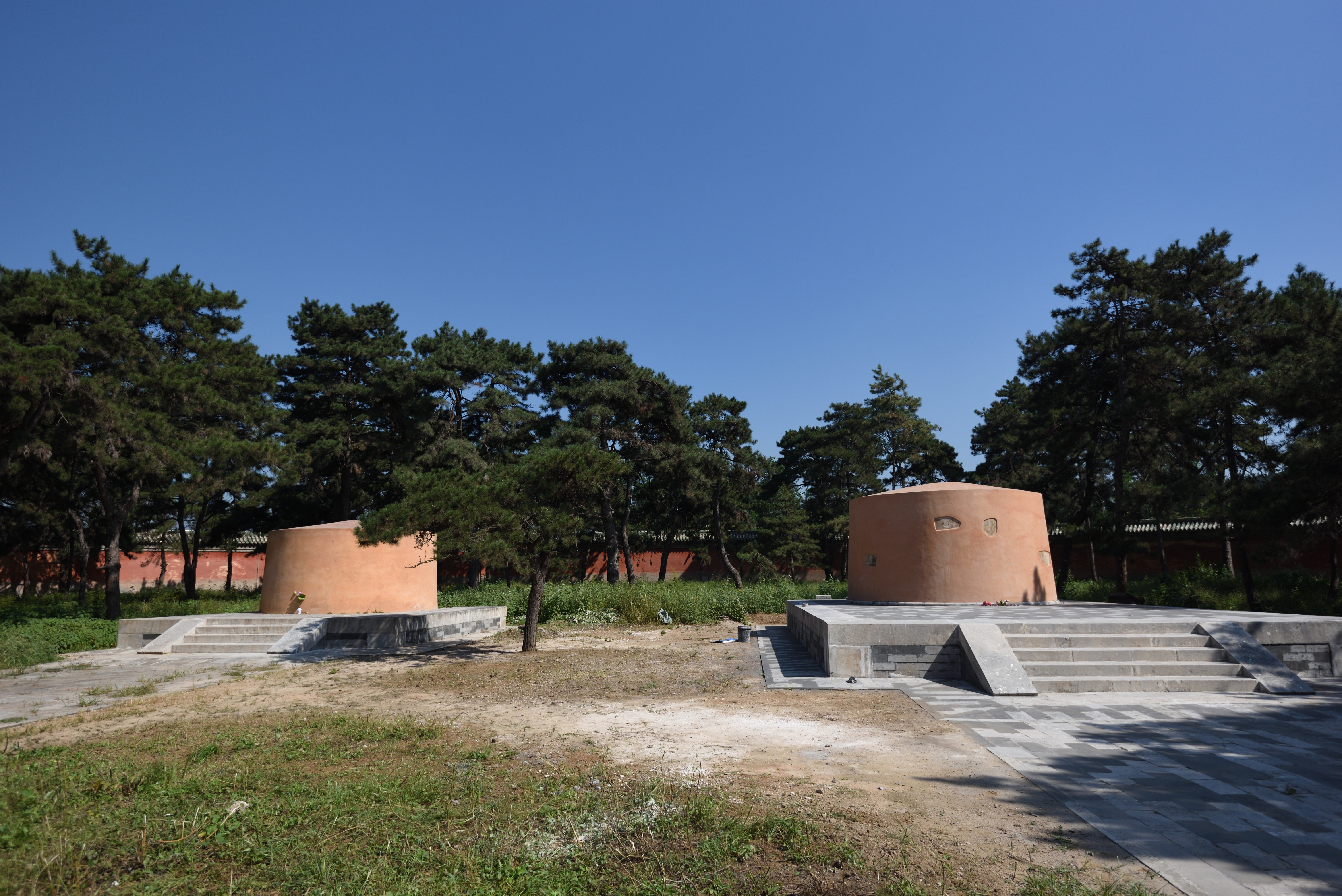
清崇陵妃园寝的宝顶，左侧为瑾妃，右侧为珍妃

清崇陵妃园寝位于清崇陵东侧0.5公里的位置，与清崇陵同时开工，民国初年建成。园寝坐北朝南，建筑由南到北依次为三孔石拱桥和两侧的石平桥、朝房、班房、宫门、隆恩殿、三座门、两座砖砌宝顶。这两座宝顶东西排列成行，东侧为珍妃，西侧为瑾妃。珍妃下葬时是按照贵妃的规制下葬，而瑾妃按皇贵妃的规制下葬，其宝顶的规模比珍妃要大一些。而1924年去世的瑾妃也成为了清西陵当中最后一位入葬的皇室成员。:210-212:546-548

### 端王陵寝
端王园寝位于清崇陵西南1公里处的张各庄村，坐北朝南，是早夭的清世宗长子弘晖的园寝，园寝内祔葬有早夭的清世宗次子弘昀、第七子弘昐和第八子福宜。这四位均去世于清世宗即位之前，起初葬于天津黄花山一带:302-303，其中弘晖去世时年仅八岁。清高宗即位后，追封弘晖为端亲王。乾隆三年（1738年），清泰陵完工之后，四位皇子的骨灰被迁葬至西陵陵区内的现在的位置。2005年清西陵文管处重修了端王园寝，其建筑全部为绿色琉璃瓦盖顶，建筑自南而北依次为三孔平桥、厢房、宫门、享殿、琉璃花门、坟包。坟包共有三座，西侧的宝顶属于弘昐，北侧的属于弘晖，弘昀位于东侧的宝顶，福宜的葬地没有宝顶。弘晖的地宫曾被盗，据1994年清西陵文管处清理地宫的结果显示，弘晖的骨灰被倒在地宫石门外，骨灰坛不知去向:302-305。

### 怀王陵寝
怀王园寝是清世宗第九子福惠的园寝，位于昌西陵西北的太平峪村。福惠去世于雍正六年:316，年仅八岁，清高宗即位后追封其为怀亲王。清泰陵完工之后，乾隆三年（1738年），原葬于天津黄花山的福慧迁葬于清西陵陵区，清高宗为其修建了一座单独的园寝。2005年时，清西陵文管处重修了怀王园寝。园寝坐北朝南，园寝大门外有下马桩和营房等建筑，其余建筑除围墙外由南向北依次为神桥、宫门、享殿、神门、角门等，主要建筑均为绿琉璃瓦盖顶:316-317。

### 阿哥园寝
阿哥园寝是清世宗第三子弘时的园寝，位于易县张各庄村，东侧紧邻端王园寝。弘时被过继给清世宗的政敌允禩为子:306，之后被废黜宗室地位。弘时去世后，一度被葬于天津黄花山，但并未修建任何园寝。清高宗即位后，弘时的宗室地位得以恢复，但并未给弘时任何封号。清泰陵修建结束之后的乾隆三年（1738年），弘时被迁葬至现址。园寝内除弘时外，还祔葬有清世宗第十子福沛和弘时早夭的儿子永绅。2005年，整座园寝被清西陵文管处修复。整座园寝坐北朝南，建筑为灰布瓦盖顶，现存建筑自南向北依次为平桥、茶饭房、大红门、享殿、琉璃们、宝顶，其中中间靠北侧为弘时的宝顶，东南侧和西南侧分别为福沛和永绅的坟包:306-307。

### 公主园寝
公主园寝位于易县张各庄村，是清仁宗第五女慧安和硕公主和慧愍固伦公主的园寝。其中慧安和硕公主于乾隆五十一年（1786年）出生，乾隆六十年（1795年）去世，年仅十岁，去世后灵柩在静安庄停放。嘉庆八年（1803年），清仁宗着手派人修建公主园寝，为节约建材，修建该园寝是还拆除了易州的一座王府:381。嘉庆十年（1805年）修建完毕，慧安和硕公主的灵柩也正式下葬:466。慧愍固伦公主生于嘉庆十六年（1811年），嘉庆二十年（1815年）即夭折，年仅五岁，死后第二天即被破例追封为固伦公主，同年即入葬公主园寝:382-383。该园寝曾于咸丰八年（1858年）和2008年重修。园寝整体坐北朝南，由南至北建筑依次为单孔汉白玉平桥、饽饽房和茶膳房、宫门、享殿、两座宝顶。其中北侧的宝顶属于慧安和硕公主，东侧的宝顶属于慧愍固伦公主:466-467。

## 陵寝机构

### 王公府
西陵的王公府邸供受派任守護東陵大臣的宗室王公住宿，其位置位于现在的清西陵满族初级中学。东府为镇国公，西府为辅国公，两府监视整个清西陵的运作，有权向皇帝直接上报有关陵区情况的奏折。:246:395

### 承办事务衙门
承办事务衙门的办公驻地位于凤凰台村，主要负责陵区和朝廷之间的联系，并负责向陵区传达朝廷旨意，此外还掌管陵区的金银库。其主事官员至少为贝子级别。该衙门内设一名主事、两名笔帖式和若干帮办，并直接管辖内务府衙门、兵部衙门等其他陵寝机构。:246:395

### 陵寢駐防
陵寝駐防八旗兵负责防卫守护陵寝，設總管等五職官員。该职位的人选一般会在宗室王公、大臣当中挑选，人选由宗人府提荐，再由皇帝批准。各皇陵和后陵均设有八旗营房的分设机构，由总管、翼长、防御、骁骑校、马甲兵等官员组成，各陵的八旗营房分设于太和庄、龙里华、凤凰台、太平营、龙泉庄、穆各庄、南百泉等村落。而绿营兵弁驻地在梁各庄，人数达数千人，最高统领为西陵的守陵大臣兼总兵。:247

### 陵寝内务府
内务府衙门是直接负责管理各陵的部门之一，由皇帝簡派的西陵內務府總管大臣統管（由泰寧鎮總兵兼充）。每座皇陵和后陵均有各自分属的内务府机构，办公驻地分别位于五道河、晓新村、忠义村、太平峪和龙泉庄等地。该衙门的主要职责包括陵区内的一切日常事务，栽种树木、去除杂草、管理陵区土地、给守陵官兵发放饷银等。内务府衙门的官员由中央内务府奏请后任命，西陵內務府總管大臣下設掌关防郎中、员外郎、内管领、副内管领、主事、笔帖式、尚茶正、尚膳正、茶上人、膳上人、领催、内监、拜唐阿、摆桌人、树户等职位與執事人役。:246:395-396

### 奉祀礼部
清西陵内的每一座皇陵和后陵均设有礼部衙门，分别位于太和庄、凤凰台、下岭和华北村，但崇陵的礼部衙门形同虚设。礼部衙门主要负责西陵的一切祭祀活动和谒陵的仪注安排。该衙门下设郎中、员外郎、主事、读祝官、赞礼官、哈份、笔帖式等官员。:246-247:396

### 陵寢綠營
驻地位于泰宁镇，總兵並兼充西陵內務府總管大臣。

### 陵寢工部
工部衙门的驻地在易州，是负责每年例行维护各陵寝建筑的部门，每年冬天检查各陵需要维护的建筑并呈报，次年春天开始修缮。此外工部衙门还负责在皇帝谒陵之前平整红桩以内的陵区道路。在乾隆十二年（1747年）之后分担一部分陵区的关防工作。该衙门下设1名郎中、6名员外郎、2名主事、2名笔帖式、2名经承、1名守护把总、40名巡兵和110名匠役。:247:396

## 祭祀礼仪

### 祭器
清西陵所使用的祭祀礼器与所安葬的皇帝、皇后、妃嫔生前所使用的生活物品材质相同，均由金、银、玉石、玛瑙、翡翠等原料所制。其类型有隆恩殿中所摆放的银质的五供、镀金银的茶碗、镶金茶桶、镀金或镀银的马勺等等；制作宫品的膳房、饽饽房和神厨等处则有镶金或镶银的碗盘、碟、罐、勺、筷子、杯等物品。不同的陵寝所配备的礼器数量有所不同。所有的祭器均有专人专部保管，平时贮存在礼部衙门的金银器皿库中，礼部有专员保管该库房的钥匙，祭祀时有八旗派人取得钥匙，管库人提货清点并转交至神厨等部门，使用完毕后再由八旗兵送还该库房。所有的祭器不得有任何磕碰或污锈，否则就要立即更换:238-239。

### 谒陵
谒陵是清代皇族较为常见的一种祭祀方式，时间安排上的随机性比较大:203。谒陵一般有两种形式，即帝后亲自谒陵，或选派王公大臣代为谒陵。王公大臣一般在每年的忌辰、清明节、中元节、冬至和除夕前往清西陵谒陵，仅宣统年间谒陵的人次就达到45次之多。每次谒陵前，先要由内阁颁布谕旨，再由礼部下达行文，进而由负责官员勘查行程长度、路况以及相关备用物品和车辆，如果遇到路况因雨水冲刷或多年失修而造成的损坏，相关部门需要立即予以修缮:416-417。为方便慈禧谒陵，袁世凯命詹天佑等人自京汉铁路的高碑店站修建通往梁各庄的支线铁路，即西陵铁路。光绪二十九年（1904年）该铁路正式建成，全长42.7公里。

### 大祭
帝陵和后陵大祭时，各陵隆恩殿内会摆出81张供桌，供品中有27只羊和41瓶酒。茶膳房内会烧制祭陵时上供用的奶茶和18样膳品。饽饽房负责制作40种糕点和17盘水果，水果中包括水蜜桃、香槟子、龙眼、荔枝、哈密瓜、葡萄等。此外大祭期间会用到的祭品还包括蜜饯雪梨、松子、魤鱼、白净蜂蜜等。:240-241:414

## 出土文物
1980年，保定地区文物管理所和清西陵文物管理处对清崇陵地宫进行了发掘清理。考古人员发现清德宗的随身饰品除左手内握有的一件翡翠套环和一个莲花玉石之外几乎全部被盗。棺椁外发现一件作镇墓兽用的兽头。隆裕皇太后棺内发现了一枚腐烂的小荷包，内有275件各类腐朽的珠饰，其中包括4颗大珍珠、112颗小珍珠、9颗大玛瑙球、2个玛瑙吊坠、3个红坠花、113个小玛瑙片。从金井中，考古人员清理出了1块金壳怀表、3块银壳表、1块珐琅壳表、2个铁球、1个表钥匙、7个金丝圈、1个白玉小人、7个玉件、5个玉别子、1件雕龙玉佩、2个青玉手摸、3个翡翠背鱼、7个小翠珠、2个翡翠喜字、4个翡翠结石、18个翡翠手串、2个碧玺坠、2个碧玺佛塔、16个碧玺小件、一串共20个碧玺珠、1个沉香手串、5个碧玺结石、13个珊瑚珠、2个珊瑚鱼、5个珊瑚佛头、1个蓝宝石佛头、2个勒子、18个沉香手串等。

## 近代研究与保护
1954年，清西陵文物保管所正式成立。1961年，清西陵被列为全国重点文物保护单位。1987年，清西陵文物保管所正式升格为清西陵文物管理处。2000年，联合国教科文组织将明显陵、清东陵、清西陵作为明清皇家陵寝列入世界遗产名录，此后明清皇家陵寝的范围经过多次扩充，并最终将明十三陵、清昭陵、清永陵、清福陵一并列入。2012年11月，清西陵保护区正式成立，其管理机构为清西陵保护区委员会。保护区的范围包括原清西陵文管处、西陵镇、梁格庄镇两个乡镇全部的44个村以及高村镇和大龙华乡的3个村，此外还包括河北省林业厅所属林业示范场张各庄分场、原河北农业大学所属教学实验林场中位于保护区内部分，总面积达237平方公里，原清西陵文物管理处作为保护区管委会下属的副处级事业单位。清西陵保护区成立当月，清西陵文物管理处对泰东陵、泰陵妃园寝、慕东陵、昌陵妃园寝等五个主要园寝进行维修，全部工程于2017年7月完工。
1980年，崇陵地宫正式对公众开放:2。2015年10月，《清西陵创建国家5A级景区规划》正式通过评审。2017年，清西陵文物保护总体规划获国家文物局批复同意。
2003年9月8日，易县公安局接到报警称清西陵的火焰牌楼上的4歌石雕蹲龙以及1个石雕火焰宝珠被盗。随后警方组织侦查并最终将被盗文物全部追回，相关犯罪嫌疑人也全部被抓获。2013年6月20日，清西陵文物管理处的工作人员现场抓获了一群盗贼，这群盗贼当时正企图盗窃位于清西陵保护区内的多罗果恭郡王园寝前的石狮子。7月5日，清西陵文物管理处负责安保工作的王江山在网上曝光称，一群天津大学的学生在清西陵做测绘时在大红门曼地砖上钉钉子，并用油漆做标记，当天天津大学对此事发表了致歉声明，并采取了相关补救措施。